# Épersy
Épersy era una comuna francesa situada en el departamento de Saboya, de la región de Auvernia-Ródano-Alpes, que el 1 de enero de 2016 pasó a ser una comuna delegada de la comuna nueva de Entrelacs al fusionarse con las comunas de Albens, Cessens, Mognard, Saint-Germain-la-Chambotte y Saint-Girod.

## Demografía
| Gráfica de evolución demográfica de Épersy entre 1800 y 2013 |
|                                                              |

Los datos demográficos contemplados en este gráfico de la comuna de Épersy se han cogido de 1800 a 1999 de la página francesa EHESS/Cassini, y los demás datos de la página del INSEE.